# تپه سبز گربید
تپه سبز گربید مربوط به عصر آهن است و در شهرستان خرم‌آباد، بخش ویسیان، دهستان شوراب، روستای گربید واقع شده و این اثر در تاریخ ۲۸ اسفند ۱۳۸۵ با شمارهٔ ثبت ۱۸۵۱۴ به‌عنوان یکی از آثار ملی ایران به ثبت رسیده است.